# Гладстон (Орегон)
Гладстон (англ. Gladstone) — город в округе Клакамас в штате Орегон в Соединённых Штатах Америки.
Согласно данным переписи населения США 2020 года число жителей города 
составляло 12 017 человек, что, для такого небольшого населённого пункта, существенно больше (+ 4.5%), чем было во время предыдущей переписи, проводившейся в 2010 году (11 497 человек).

## История
Гладстон был основан судьей Харви Кроссом (1856–1927) в 1889 году и официально зарегистрирован 10 января 1911 года. Он был назван в честь премьер-министра Великобритании Уильяма Эварта Гладстона.

## География
Сообщество расположенно в 12 милях (19 км) к югу от Портленда в месте слияния рек Клакамас и Уилламетт.
Согласно данным Бюро переписи населения США, общая площадь города составляет 2,48 квадратных мили (6,42 км2).

## Климат
Среднегодовая температура для Гладстона составляет 54,4 °F (12,4 °C), а среднегодовое количество осадков — 46,3 дюйма (1180 мм). Согласно системе классификации климатов Кёппена, в городе теплый летний средиземноморский климат, на климатических картах обозначаемый аббревиатурой «Csb».